# Ojete Calor
Ojete Calor es un dúo de música subnopop español compuesto por Carlos Areces y Aníbal Gómez. Fundado en el año 2005, sus canciones se caracterizan por poseer una base de música electrónica, con letras irónicas o de humor absurdo dentro de una estructura pop sencilla. Su estilo se ha englobado dentro de un resurgimiento del movimiento conocido como la movida acontecido en la segunda década del siglo  XXI, del que forman parte otros artistas como Chenta Tsai o Las Bistecs.

## Historia
La concepción del grupo parte de una idea que ambos constituyentes, los actores y cómicos Carlos Areces y Aníbal Gómez, tuvieron durante conversaciones en el madrileño bar Doña Pepita, en 2005.
El primer álbum de la banda, sin embargo, no salió a la luz hasta el 14 de noviembre de 2013, bajo el título de Delayed y con un estilo más próximo al rock. Su primer éxito, la canción «Cuidado con el cyborg (Corre, Sarah Connor)», constituye un homenaje a la película Terminator 2: el juicio final, y evidencia algunas características del dúo, como las referencias a la cultura pop y el uso irónico del humor.
En el año 2014 y tras la salida del sencillo «Viejoven», el grupo anunció su «retirada de los escenarios». No fue hasta el año 2017 que el dúo volvió a anunciar un álbum, Pataky, publicado el 3 de noviembre de 2017. En él, el grupo abandonaba los rasgos del rock para dar paso a un estilo más próximo al electro y al synth pop, que ya habían explorado con algunos sencillos como «0'60» y «Viejoven», y el cual han mantenido desde entonces.
Durante la pandemia de COVID-19 de 2020, el grupo realizó una versión de la canción «Agapimú», de Ana Belén, en la que participó la propia artista. Tal que no se podían reunir por el COVID-19, hicieron una videollamada cantándola.

## Estilo

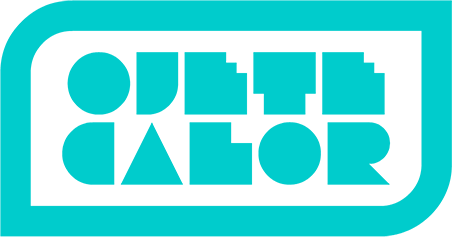
Logo de la banda en 2023

El grupo utiliza una base electrónica simple, en torno a la cual construye letras paródicas que a menudo tratan aspectos sociales bajo una estética camp. Su género ha sido identificado por medios como El Mundo, Jenesaispop, Diario Sur y El Español como «subnopop», término acuñado por el propio dúo. En un artículo publicado en este último medio en 2019, se afirmaba que su estilo está basado en la música de la movida madrileña, y que sus letras a menudo constituyen «dardos irónicos» que tratan temas como la «extrema derecha y el racismo». En otro artículo de 2020, la cadena SER destacó el «humor absurdo» de sus letras.
En una entrevista del 2013, el dúo afirmó que sus referentes eran Curri Valenzuela, Motorhead, The Supremes, Kraftwerk y Camilo José Cela, entre otros.
Aníbal Gómez es cantante y Carlos Areces es cantante y actor.

## Discografía

### Álbumes
- 2013: Delayed[5]
- 2017: Pataky[9]

### Sencillos
| Título                      | Año  | Ref.             |
| --------------------------- | ---- | ---------------- |
| «Chasca»                    | 2013 | [ 5 ]            |
| «Viejoven»                  | 2014 | [ 17 ]           |
| «Se tiene que ir ya»        | 2015 | [cita requerida] |
| «Tonta gilipó»              | 2016 | [ 13 ]           |
| «Qué bien tan mal»          | 2017 | [ 18 ]           |
| «Mocatriz»                  | 2019 | [ 19 ]           |
| «Agapimú» (feat. Ana Belén) | 2020 | [cita requerida] |
| «Morreo»                    | 2022 | [cita requerida] |
| «Extremismo mal»            | 2022 | [ 20 ]           |
| «Collar Fular»              | 2024 | [ 21 ]           |
| «La Más Guapa»              | 2024 | [ 22 ]           |

### Giras
- 2022: Pena de bofetón que no te dieron a tiempo global tour[23]
- 2023: Mariquitas, gitanos, gangosos y suegras gira europea[cita requerida]
- 2024: Vota UPyD summer tour[cita requerida]